# Хойново (Монецький повіт)
Хойново (пол. Chojnowo) — село в Польщі, у гміні Тшцянне Монецького повіту Підляського воєводства.
Населення — 222 особи (2011).
У 1975-1998 роках село належало до Ломжинського воєводства.

## Демографія
Демографічна структура станом на 31 березня 2011 року:
|          | Загалом | Допрацездатний вік | Працездатний вік | Постпрацездатний вік |
| -------- | ------- | ------------------ | ---------------- | -------------------- |
| Чоловіки | 118     | 25                 | 78               | 15                   |
| Жінки    | 104     | 20                 | 55               | 29                   |
| Разом    | 222     | 45                 | 133              | 44                   |